# Dertigers (Nederlandse televisieserie)
Dertigers is een Nederlandse dramaserie over het wel en wee van een groep vrienden die rond de leeftijd van 30 jaar oud is.
Als herkenningsmelodie wordt het nummer What a beautiful day van Levellers gebruikt. Vanaf seizoen 5 is dit Semi-Charmed Life van Third Eye Blind.

## Verhaal
Dertigers vertelt het verhaal van negen vrienden van wie de meesten elkaar al jarenlang kennen. In de serie maken we kennis met Pieter (Wieger Windhorst), die sinds kort een relatie heeft met Babs (Nhung Dam) en eigenaar is van een platenzaak. Pieter heeft een 8-jarige zoon uit een eerdere relatie en Babs heeft een 8-jarige dochter, ook uit een vorige relatie. Verder is er Bart (Lykele Muus), die een succesvolle carrière heeft en al jaren samen is met Lot (Leonoor Koster), die lerares is; samen hebben zij twee kinderen in de basisschoolleeftijd. Ook is er Alex (Justus van Dillen), die een drukke baan in het ziekenhuis heeft en samen is met Elias (Jelle de Jong), die werkzaam is in de sportschool. Dan is er Saar (Eva Laurenssen), die het leven van de eeuwige vrijgezel leeft. Tot slot is er het stel Nora (Joy Wielkens), die in het ziekenhuis werkt en Feras (Gürkan Küçüksentürk), die een eigen bouwbedrijf runt.

## Ontvangst
De serie is een remake van de gelijknamige Vlaamse serie. Op televisie had de serie tegenvallende kijkcijfers. Daarna werd de serie echter alsnog succesvol: via online uitgesteld kijken werden de afleveringen binnen zes weken ruim 5,3 miljoen keer bekeken. Daarom besliste de NPO op 7 september 2020 alsnog dat er een tweede seizoen wordt gemaakt. Uiteindelijk werden van alle vier Vlaamse seizoenen remakes gemaakt.

## Terugkeer
Op 12 maart 2024 werd door BNNVARA bekendgemaakt dat Dertigers toch terugkeert voor een vijfde seizoen, maar wel met een geheel nieuwe cast.
Op 15 augustus 2024 werd door BNNVARA bekendgemaakt dat Dertigers terugkeert voor een zesde seizoen, dat in de zomer van 2025 op de buis te zien was.
Op 2 augustus 2025 werd bekendgemaakt dat Dertigers terugkeert voor een zevende seizoen.

## Serieoverzicht
| 1                    | 24                  | 18 mei 2020 – 25 juni 2020           | |                     |                     |                     |                     |                     |
| 2                    | 24                  | 23 augustus 2021 – 30 september 2021 | |                     |                     |                     |                     |                     |
| 3                    | 24                  | 8 augustus 2022 – 15 september 2022  | |                     |                     |                     |                     |                     |
| 4                    | 24                  | 3 juli 2023 – 10 augustus 2023       | |                     |                     |                     |                     |                     |
| 5                    | 24                  | 8 juli 2024 – 15 augustus 2024       | |                     |                     |                     |                     |                     |
| 6                    | 24                  | 7 juli 2025 – 14 augustus 2025       | \|} Dertigers: De Kerstfilm In 2023 werd er een kerstfilm van Dertigers uitgebracht, genaamd: Dertigers: De Kerstfilm. Deze film was vanaf 15 december al te bekijken op NPO Plus , en werd op 25 december uitgezonden op TV ( NPO 3 ). Rolverdeling per seizoen Legenda = Hoofdrol = Bijrol = Geen rol Acteur Personage Aantal afleveringen S1 S2 S3 S4 S5 S6 Totaal Wieger Windhorst Pieter 24 24 24 24 96 Joy Wielkens Nora 24 24 24 24 96 Justus van Dillen Alex 24 24 24 24 96 Lykele Muus Bart 24 24 24 24 96 Leonoor Koster Lot 24 24 24 24 96 Eva Laurenssen Saar 24 24 24 24 96 Jelle de Jong Elias 24 24 24 24 96 Nhung Dam Babs 24 1 15 40 Gürkan Küçüksentürk Feras 24 9 1 2 36 Anke van 't Hof moeder van Saar 13 9 6 6 34 Roosmarijn Luijten Marieke [ a ] 1 14 9 1 25 Jolanda van den Berg Anke 3 13 5 4 25 Juul Vrijdag moeder van Pieter 8 8 4 2 22 Hans Zuijdveld vader van Pieter 9 6 3 1 19 Mustafa Duygulu Mike 15 15 30 Eric Corton Ed 10 19 29 Abbey Hoes Claire 13 9 22 Tjebbo Gerritsma manager van Bart 6 3 3 12 John Buijsman vader van Alex 7 7 Mingus Dagelet Nick 8 9 17 Denise Aznam Carmen 24 24 Reiky de Valk Thomas 18 18 Guido Pollemans Boas 10 10 Henk Poort vader van Saar 5 5 Teun Donders Jonas 24 24 48 Teunie de Brouwer Kimberly / Laura 4 24 24 52 Sebastián Mrkvicka Ruben 24 24 48 Stefanie van Leersum Suus 24 24 48 Sia Cyrroes Milan / Reza 2 24 24 50 Sabri Saddik Sam 24 24 48 Claire Bender Ada 23 24 47 Doris Baaten Ellen (oma van Sam) 19 16 35 Tara Hetharia Jessie 7 22 29 Carine Crutzen Monique 11 11 22 Hajo Bruins Willem 10 12 22 Bart van den Donker Kees 5 7 12 Idriss Nabil Niels 12 12 Maarten Wansink Maarten 6 1 7 Joep Paddenburg Sander 5 5 Noten ↑ In seizoen 1 heeft zij nog de naam An, naar het gelijke personage in de oorspronkelijke Vlaamse reeks. Vanaf seizoen 2 wordt ze dan Marieke genoemd. Bronnen ↑ Tienhooven, Gudo , " Groen licht voor vervolg op dramaserie Dertigers met 5,3 miljoen online-kijkers ", Algemeen Dagblad , 7 september 2020 . Gearchiveerd op 6 april 2022 . ↑ Dertigers krijgt een zesde seizoen . TVgids.nl ( 15 augustus 2024 ). ↑ BNNVARA-serie Dertigers krijgt zevende seizoen - BM ( 3 augustus 2025 ). Geraadpleegd op 7 augustus 2025 . |                     |                     |                     |                     |                     |
| Acteur               | Personage           | Aantal afleveringen                  | Aantal afleveringen | Aantal afleveringen | Aantal afleveringen | Aantal afleveringen | Aantal afleveringen | Aantal afleveringen |
| Acteur               | Personage           | S1                                   | S2 | S3                  | S4                  | S5                  | S6                  | Totaal              |
| Wieger Windhorst     | Pieter              | 24                                   | 24 | 24                  | 24                  |                     |                     | 96                  |
| Joy Wielkens         | Nora                | 24                                   | 24 | 24                  | 24                  |                     |                     | 96                  |
| Justus van Dillen    | Alex                | 24                                   | 24 | 24                  | 24                  |                     |                     | 96                  |
| Lykele Muus          | Bart                | 24                                   | 24 | 24                  | 24                  |                     |                     | 96                  |
| Leonoor Koster       | Lot                 | 24                                   | 24 | 24                  | 24                  |                     |                     | 96                  |
| Eva Laurenssen       | Saar                | 24                                   | 24 | 24                  | 24                  |                     |                     | 96                  |
| Jelle de Jong        | Elias               | 24                                   | 24 | 24                  | 24                  |                     |                     | 96                  |
| Nhung Dam            | Babs                | 24                                   | 1 | 15                  |                     |                     |                     | 40                  |
| Gürkan Küçüksentürk  | Feras               | 24                                   | 9 | 1                   | 2                   |                     |                     | 36                  |
| Anke van 't Hof      | moeder van Saar     | 13                                   | 9 | 6                   | 6                   |                     |                     | 34                  |
| Roosmarijn Luijten   | Marieke             | 1                                    | 14 | 9                   | 1                   |                     |                     | 25                  |
| Jolanda van den Berg | Anke                | 3                                    | 13 | 5                   | 4                   |                     |                     | 25                  |
| Juul Vrijdag         | moeder van Pieter   | 8                                    | 8 | 4                   | 2                   |                     |                     | 22                  |
| Hans Zuijdveld       | vader van Pieter    | 9                                    | 6 | 3                   | 1                   |                     |                     | 19                  |
| Mustafa Duygulu      | Mike                |                                      | 15 | 15                  |                     |                     |                     | 30                  |
| Eric Corton          | Ed                  |                                      | 10 | 19                  |                     |                     |                     | 29                  |
| Abbey Hoes           | Claire              |                                      | 13 | 9                   |                     |                     |                     | 22                  |
| Tjebbo Gerritsma     | manager van Bart    |                                      | 6 | 3                   | 3                   |                     |                     | 12                  |
| John Buijsman        | vader van Alex      |                                      | 7 |                     |                     |                     |                     | 7                   |
| Mingus Dagelet       | Nick                |                                      | | 8                   | 9                   |                     |                     | 17                  |
| Denise Aznam         | Carmen              |                                      | |                     | 24                  |                     |                     | 24                  |
| Reiky de Valk        | Thomas              |                                      | |                     | 18                  |                     |                     | 18                  |
| Guido Pollemans      | Boas                |                                      | |                     | 10                  |                     |                     | 10                  |
| Henk Poort           | vader van Saar      |                                      | |                     | 5                   |                     |                     | 5                   |
| Teun Donders         | Jonas               |                                      | |                     |                     | 24                  | 24                  | 48                  |
| Teunie de Brouwer    | Kimberly / Laura    |                                      | |                     | 4                   | 24                  | 24                  | 52                  |
| Sebastián Mrkvicka   | Ruben               |                                      | |                     |                     | 24                  | 24                  | 48                  |
| Stefanie van Leersum | Suus                |                                      | |                     |                     | 24                  | 24                  | 48                  |
| Sia Cyrroes          | Milan / Reza        |                                      | |                     | 2                   | 24                  | 24                  | 50                  |
| Sabri Saddik         | Sam                 |                                      | |                     |                     | 24                  | 24                  | 48                  |
| Claire Bender        | Ada                 |                                      | |                     |                     | 23                  | 24                  | 47                  |
| Doris Baaten         | Ellen (oma van Sam) |                                      | |                     |                     | 19                  | 16                  | 35                  |
| Tara Hetharia        | Jessie              |                                      | |                     |                     | 7                   | 22                  | 29                  |
| Carine Crutzen       | Monique             |                                      | |                     |                     | 11                  | 11                  | 22                  |
| Hajo Bruins          | Willem              |                                      | |                     |                     | 10                  | 12                  | 22                  |
| Bart van den Donker  | Kees                |                                      | |                     |                     | 5                   | 7                   | 12                  |
| Idriss Nabil         | Niels               |                                      | |                     |                     | 12                  |                     | 12                  |
| Maarten Wansink      | Maarten             |                                      | |                     |                     | 6                   | 1                   | 7                   |
| Joep Paddenburg      | Sander              |                                      | |                     |                     |                     | 5                   | 5                   |